# Johan Frederik Witte

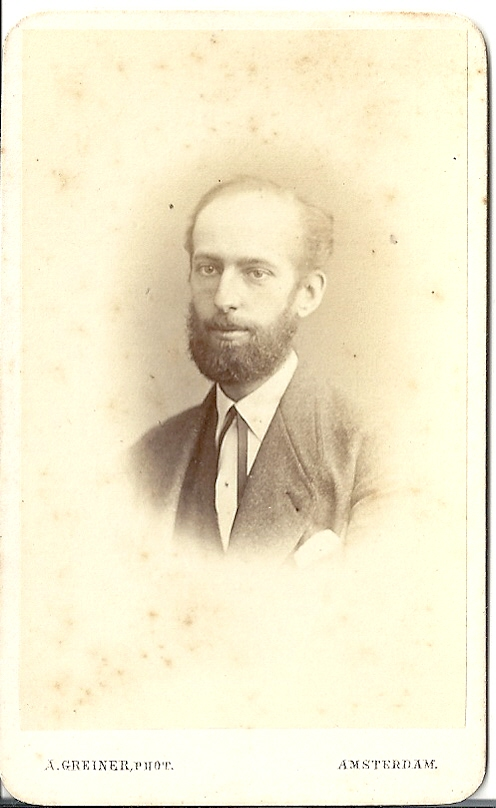
Johan Frederik Witte (1870)

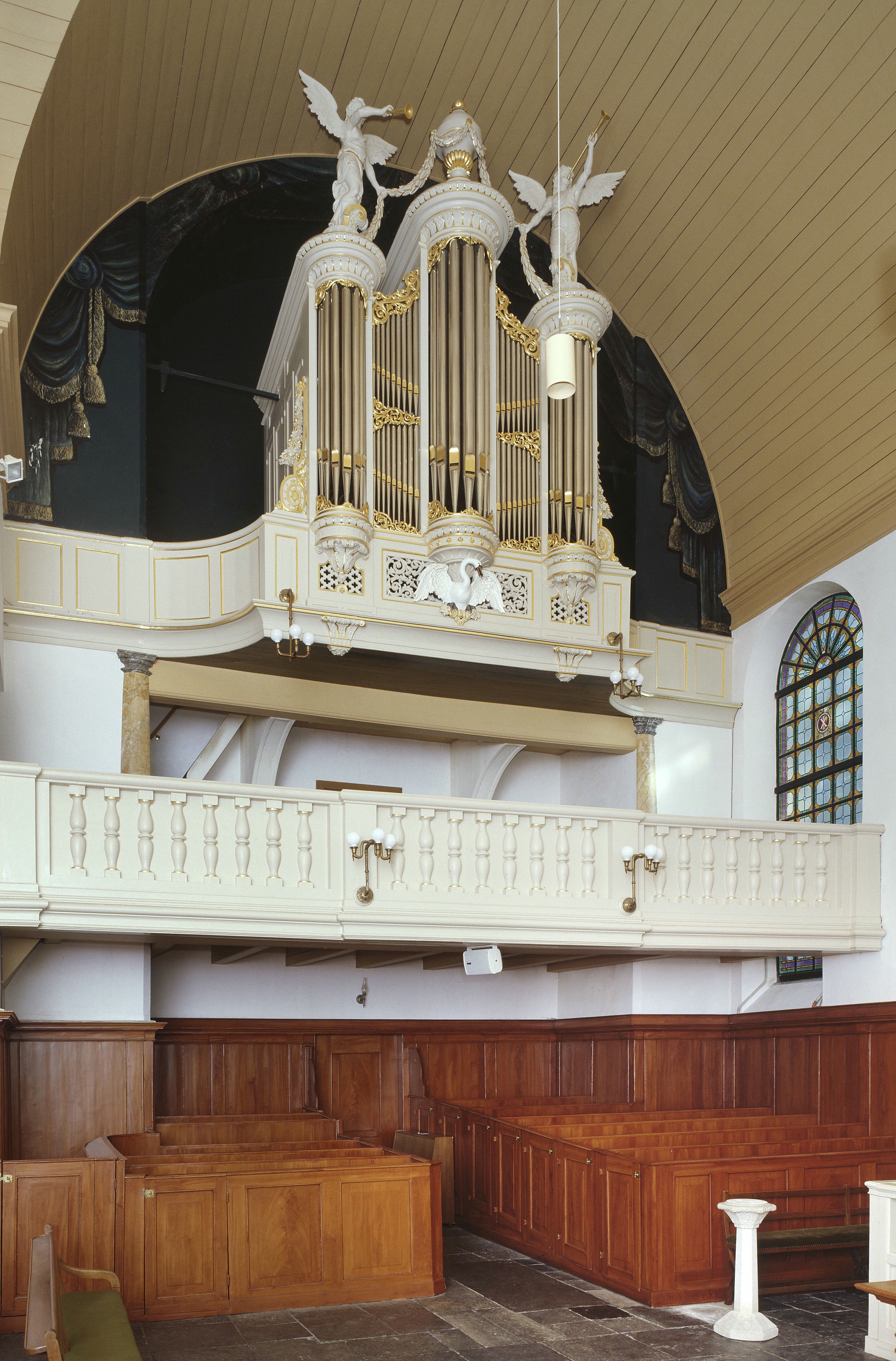
Witte-orgel uit 1880 in de Lutherse Kerk (Utrecht)

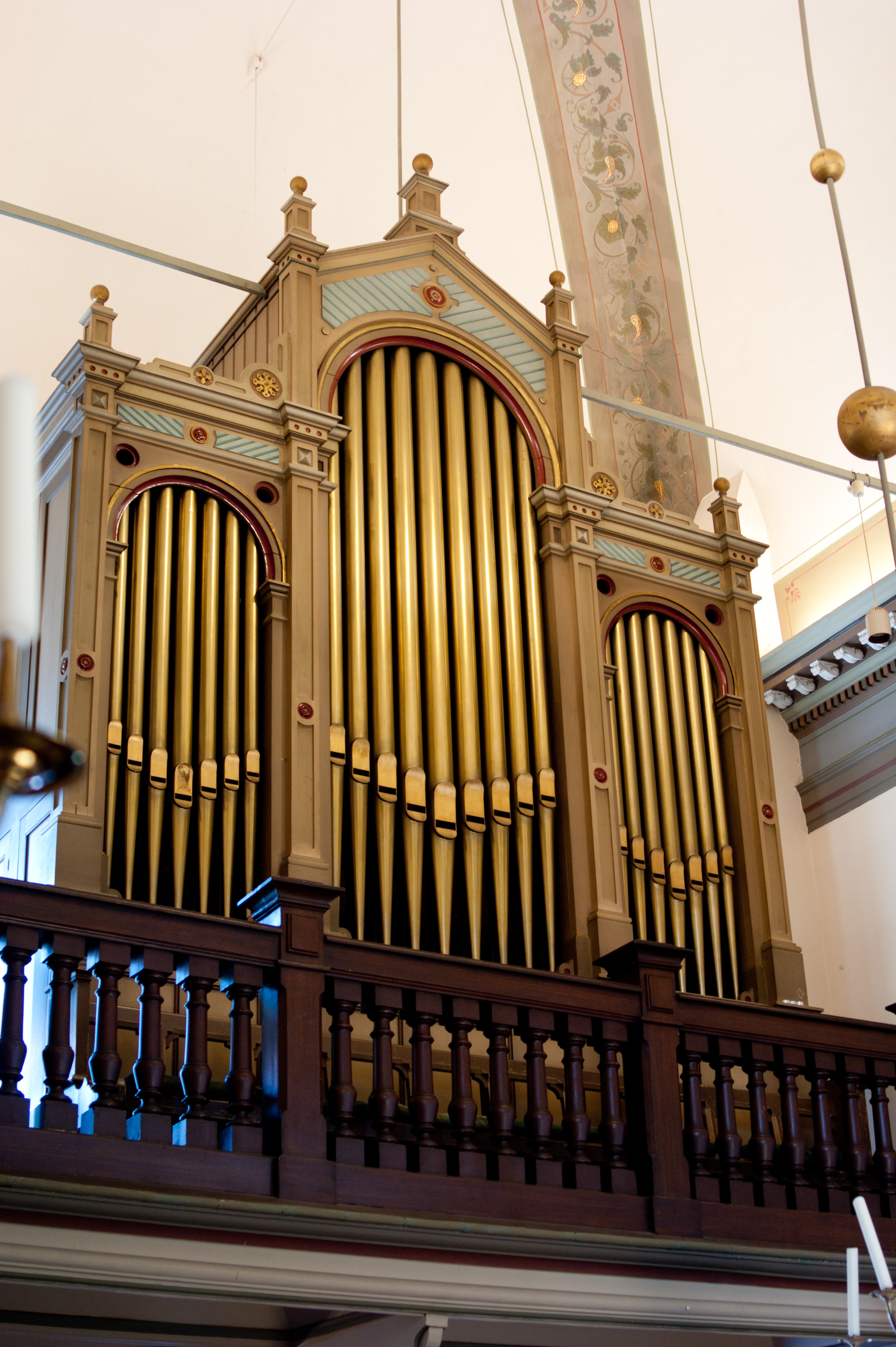
Witte-orgel uit 1900 in de Oud-Katholieke Parochie van de H.H. Barbara en Antonius (Culemborg)

Johan Frederik Witte (Utrecht, 6 november 1840 - aldaar, 3 februari 1902) was een Nederlands orgelbouwer.

## Carrière
In 1869 kwam hij in dienst bij dat bedrijf, waarvan zijn vader Christian Gottlieb Friedrich Witte (moeder: Pauilne Dorothea Antoinetta Lagers) toen de eigenaar was. Na het overlijden van zijn vader in 1873 zette Johan Frederik Witte het bedrijf voort met echtgenote Johanna Gerhardina Beroekmeijer. Met zijn overlijden in 1902 kwam een einde aan het orgelmakershuis Bätz. Diverse van zijn werknemers starten daarna een eigen bedrijf, o.a. Spit, Sanders en Johan de Koff.
Zijn werk werd tijdens zijn leven hoog gewaardeerd, maar viel met name in de jaren 60 tijdens de periode van de neobarok veelal in ongenade. Hierdoor sneuvelde ook zijn grootste werk, het orgel van de Grote- of St. Jacobskerk te Den Haag (1882), het grootste orgel dat in de 19e eeuw door een Nederlandse orgelmaker werd gebouwd. Ook het orgel van de Pieterskerk te Utrecht (1899) overleefde deze periode niet. De laatste decennia laten echter een herwaardering zien, als zijn werk in relatie met zijn tijd wordt geplaatst.

## Orgels
Witte heeft orgels gebouwd voor onder meer de volgende kerken:
- de Hervormde Kerk in Geervliet (1874), oorspronkelijk gebouwd voor de Geertekerk in Utrecht
- de Hervormde Kerk in Wateringen (1874)
- de Oude Kerk in Hardinxveld-Giessendam (1875)
- de Hervormde Kerk in Rijswijk (1875)
- de Hervormde Kerk in Zoelmond (1876)
- twee orgels voor de Evangelische Broedergemeente in Zeist (1877 en 1883)
- de Hervormde Kerk in Voorthuizen (1878)
- de Oude Kerk in Voorburg (1879)
- de Evangelisch-Lutherse Kerk in Utrecht (1880)
- de Grote of Sint-Jacobskerk in Den Haag (1882, gesloopt in 1971)
- de Buurkerk in Utrecht (1883)
- de Hervormde Kerk in Kockengen (1884), oorspronkelijk gebouwd voor de Oud-Katholieke Kathedraal te Utrecht
- de Chr. Ger. Kerk te Doornspijk (1878) oorspronkelijk gebouwd voor de Oud-Katholieke Jacobuskerk te Utrecht
- de Hervormde Kerk in Maasland (1884) oorspronkelijk gebouwd voor de Nicolaïkerk in Utrecht
- de Oude Lutherse Kerk in Amsterdam (1885)
- De Loolaan Kerk te Apeldoorn (1896)
- De Hervormde Kerk te Asperen (1894) oorspronkelijk gebouwd voor de voormalige Noorderkerk te Rotterdam
- de Vredeskerk in Amsterdam (1887) oorspronkelijk gebouwd voor de Koepelkerk aan het Leidsche Bosje in Amsterdam
- de Sint-Plechelmusbasiliek in Oldenzaal (1889), oorspronkelijk gebouwd voor de Grote Kerk te Hoorn
- de Hervormde Kerk in Haastrecht (1898, verloren gegaan bij een brand in 1964)
- de Oud-Katholieke Parochie van de H.H. Barbara en Antonius in Culemborg (1900)
- de Remonstrantse Kerk in Haarlem (1901)
- de Prinsekerk in Rotterdam (1877), in een oudere 18e-eeuwse kas
- de Hervormde Kerk te Harmelen (1901) Voltooid door Maarschalkerweerd

## Familie
Hij was een achterkleinzoon van Johann Heinrich Hartmann Bätz, de oprichter van de orgelbouwersfirma Bätz en Cie. te Utrecht.
Zijn broer George Hendrik Witte was een bekende musicus in Duitsland.